# 850-talet

## Händelser
- Mosaiken i Saint-Germain i Auxerre i Frankrike utförs.
- Upptecknandet av sången om Hildebrand, den enda återstoden av tyskt hedniskt hjälte-epos.

## Födda
- 850 – Harald Hårfager, Norges förste kung.

## Avlidna
- 17 juli 855 – Leo IV, påve.
- 17 april 858 – Benedictus III, påve.